# Emmanuel Moire
Emmanuel Moire (Le Mans, 16 giugno 1979) è un cantante e attore francese.

## Biografia
Dal 2004 al 2007 interpreta Luigi XIV nel musical di successo Le Roi Soleil, del cui cast fanno parte anche Christophe Maé e Merwan Rim. Nel novembre 2006 pubblica il suo primo album discografico, seguito da L'èquilibre (aprile 2009).
Nel 2009 fa coming out dichiarandosi gay. 
Nel dicembre 2012 vince il talent televisivo Danse avec les Stars. Nell'aprile 2013 pubblica Le chemin, disco che raggiunge la vetta delle classifiche di vendita francesi.
Ha un fratello gemello,Nicolas.

## Discografia

### Album
- 2006 - (Là) où je pars
- 2009 - L'Équilibre
- 2013 - Le chemin
- 2015 - La Rencontre